# الی تیلور
اِلی تیلور (انگلیسی: Ellie Taylor؛ زادهٔ ۲۸ نوامبر ۱۹۸۳) کمدین، بازیگر و مجری تلویزیون اهل بریتانیا است. وی دانش‌آموختهٔ ادبیات انگلیسی در دانشگاه یورک است و در آنجا عضو گروه تئاتر دانشکده بوده و در ۳ یا ۴ نمایشنامه نقش‌آفرینی نمود. از سال ۲۰۱۱ میلادی تاکنون مشغول فعالیت بوده‌است.
از فیلم‌ها یا مجموعه‌های تلویزیونی که وی در آن‌ها نقش داشته‌است، می‌توان به کلبه، نسخه بیمار، کیوآی، تد لاسو و بیا خیلی برقص (فصل بیستم) اشاره نمود.